# 삼성글로벌리서치
삼성글로벌리서치(영어: Samsung Global Research, SGR)는 대한민국 국내외 경제·경영·산업·금융 및 보험시장·기업과 관련된 조사연구와 경영진단 등의 업무를 수행하기 위하여 1986년 출범한 삼성그룹 산하의 비독립 민간 경제전문 연구법인이다. 250여 명의 연구원이 근무하고 있으며 서울특별시 서초구 서초대로74길 4, 28~31층 (서초동)에 위치하고 있다.

## 연혁
- 1986년 7월 삼성생명 부설 삼성경제연구소 설립
- 1991년 4월 (주)삼성경제연구소 전환
- 2010년 6월 15일 모바일 웹사이트 개설[2]
- 2022년 1월 (주)삼성글로벌리서치 사명변경

## 조직

### 삼성경제연구소장
- 경영전략실
- 연구조정실
- 지식경영실
- 공공정책실
- 기술산업실
- 인사조직실
- 거시경제실
- 글로벌연구실

## 사건·사고 및 논란

### 삼성생명과 내부거래 적발
2010년 3월 12일 《연합인포맥스》에 따르면 "삼성생명은 건당 수천만 원에서 수억 원의 용역비를 (삼성경제연구소에) 지급하고도 이를 증빙할 수 있는 용역 결과 보고서를 제대로 갖고 있지 않다"며 "연구소가 각종 국책 연구사업을 진행하면서 생긴 적자를 (삼성생명이) 대신 메워주기 위한 편법이었다고 금융당국은 판단하고 있다"고 보도했다.

### 대기업 이해 대변 논란
삼성연구소는 자본시장통합법의 핵심 논리를 제시해 왔고 인수합병(M&A) 활성화와 금산분리 완화, 출자총액제한제도 폐지, 대기업의 경영권 보호장치를 제도화해 등을 주장한 바 있다. 한미FTA(자유무역협정) 논의를 촉발시키기도 했으며 노무현 정부 출범 전에는 400여 쪽에 이르는 <국정 과제와 국가 운영에 대한 아젠다>를 대통령 당선자에게 전달하기도 했다.

### 급진 다문화정책 추진
최홍 연구원은 2010년 4월 6일 '금융위기와 외국인 고용환경의 변화' 보고서에서 유엔의 연구결과를 인용해 "한국은 노동력 부족 문제를 해결하기 위해 2050년까지 1159만 명의 이민자를 받아들여야 한다"며 이같이 밝혔다.

## 같이 보기
- 삼성그룹 미래전략실(미전실)
- 민영화
- 신자유주의
- 다문화주의
- 군산복합체(MIC)
- 대한민국의 뉴라이트
- IOM이민정책연구원
- 국제이주기구(IOM)
- 한국개발연구원(KDI)
  - 김주훈 (한국개발연구원)
- 현대경제연구소
- 한겨레경제연구소
- LG경제연구원
- 대외경제정책연구원
- 한국경제연구원
- 공병호경영연구소
- 김광수경제연구소